# Jack Wolfskin
La Jack Wolfskin Ausrüstung für Draussen GmbH & Co. KGaA con sede a Idstein è un'azienda di abbigliamento indoor-outdoor che dal 2019 appartiene al gruppo americano Callaway Golf Company.

## Storia
Jack Wolfskin nasce come marchio di commercio nel 1981 della società Sine a Nied (Francoforte sul Meno) da Ulrich Dausien. Dopo anni di successi commerciali la società viene nel 1991 venduta per 15 milioni di DM alla Johnson Outdoors.
Jack Wolfskin diventerà un marchio venduto in tutta Europa, Austria (1995), Svizzera (2000), Belgio e Finlandia (2003), UK (2005), Lussemburgo, Italia e Russia (2009).
Nel 1997 la società si psota da Mörfelden a Idstein. Nel 2001 il Private Equity Bain Capital acquisice la Jack Wolfskin da Johnson Outdoors per 42 milioni di Euro. Jack Wolfskin diventa Jack Wolfskin Ausrüstung für Draussen GmbH & Co.KGaA. Nel 2005 Bain Capital vende Jack Wolfskin per 93 milioni di Euro alla Quadriga Capital e Barclays Private Equity. Inizia l'espansione dal 2009 in Asia, Corea e Cina. 
Nel 2011 viene venduta la società alla Blackstone Group.
Il prezzo non reso pubblico veniva supposto in 700 milioni di Euro.
Dopo 25 anni alla guida, Manfred Hell lascia la società.

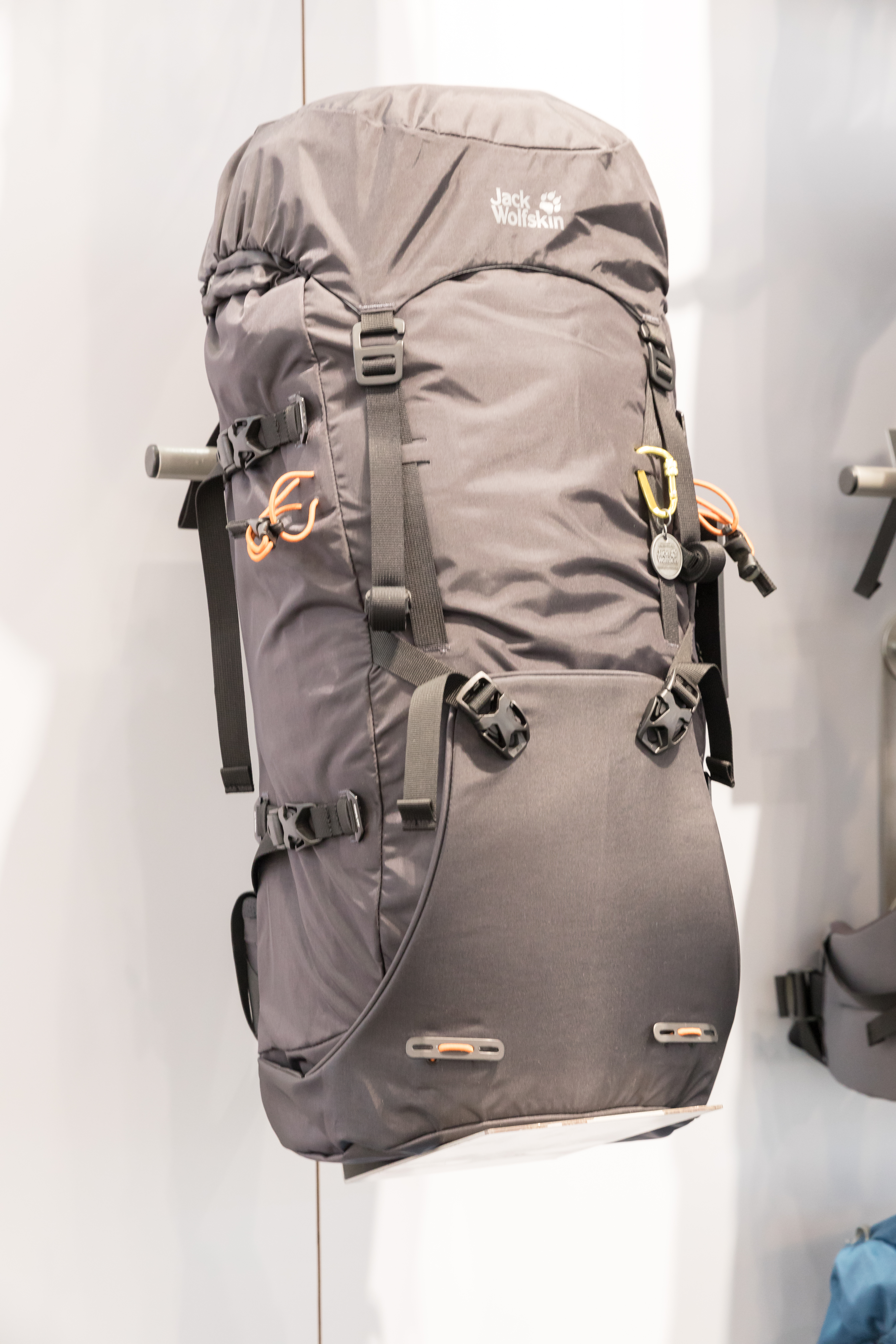
Zaino
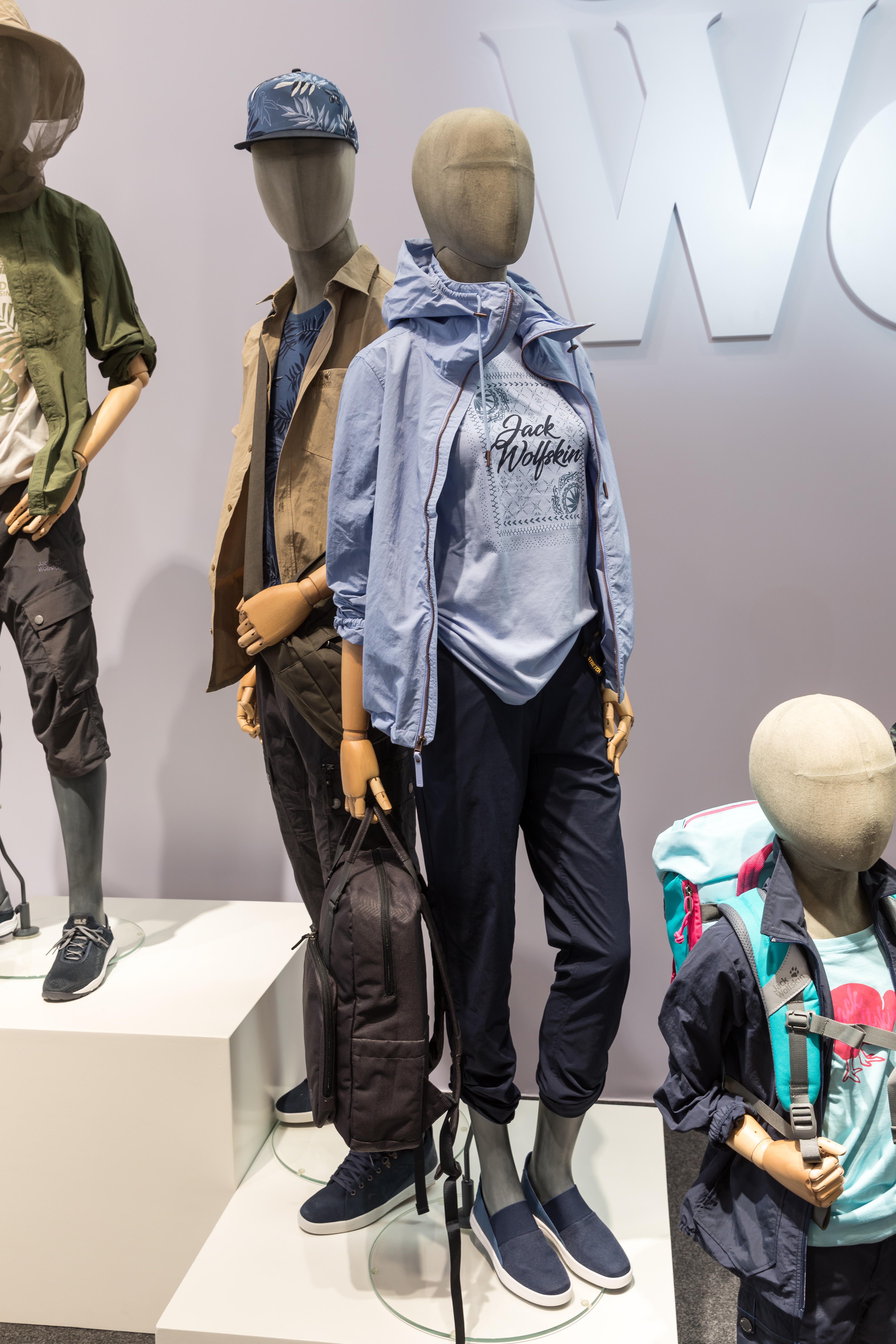
Prodotti Jack Wolfskin
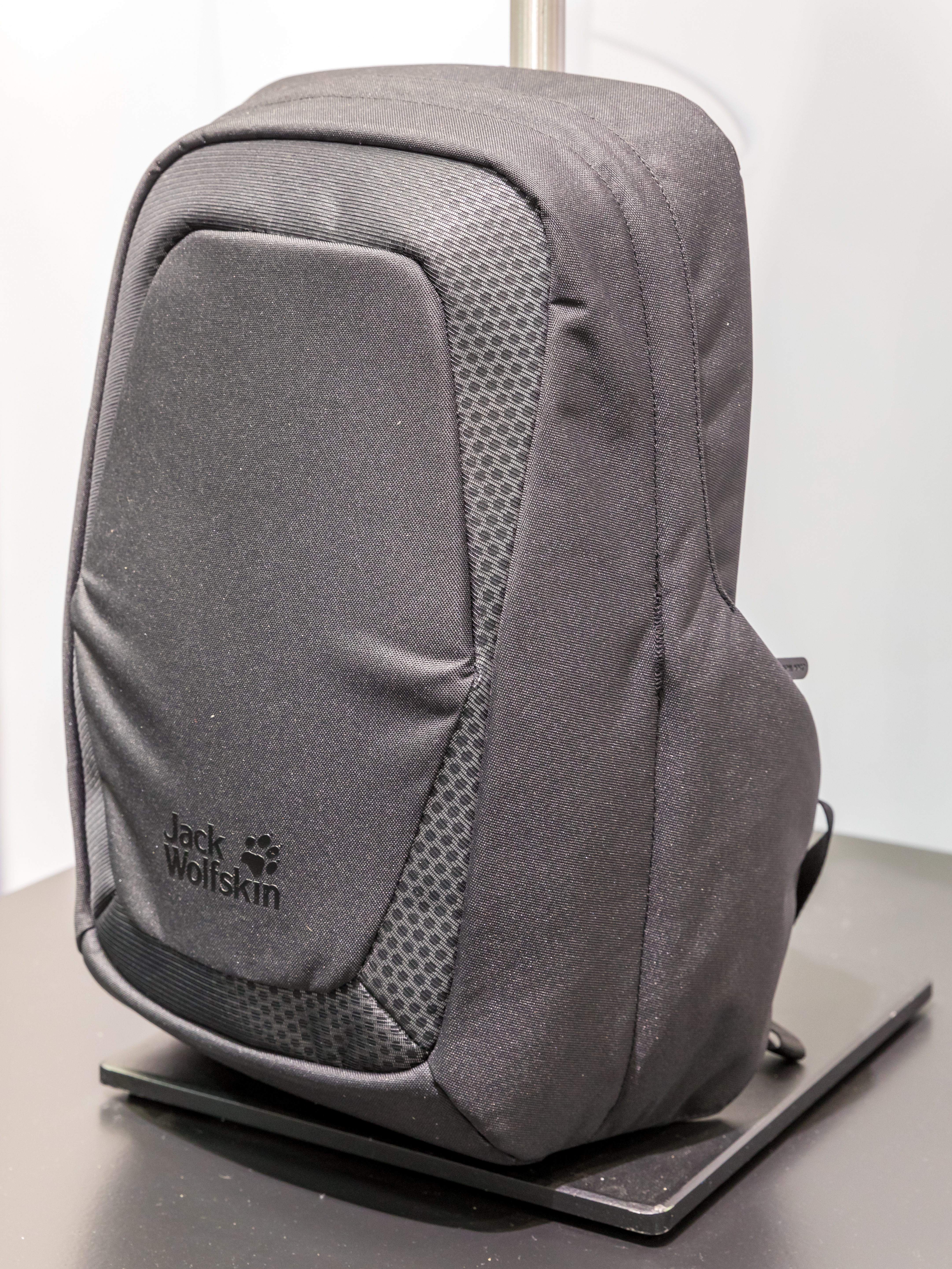
Zaino Tech Lab